# 영남중학교 (부산)
영남중학교(嶺南中學校)는 대한민국 부산광역시 사하구 장림동에 있는 사립 중학교이다.

## 학교 연혁
- 1951년 11월 19일 : 재단법인 영남학원 설립 인가
- 1951년 11월 19일 : 초대 이사장에 이우룡(李羽龍) 선생 취임
- 1952년 6월 25일 : 동신중학교  개교
- 1958년 12월 17일 : 중·고 분리
- 1959년 2월 7일 : 문보374호로 교명 변경(동신중학교를 영남제일중학교로)
- 1983년 10월 31일 : 관리1040-707호로 교명 변경(영남제일중학교를 영남중학교로)
- 1983년 11월 9일 : 장림동 신축 교사로 이동
- 1999년 3월 2일 : 부산광역시교육청 지정 과학적 사고와 창의력 개발 연구학교 운영(1년)
- 2010년 7월 23일 : 제3대 이사장 임영담(학규) 스님 취임
- 2019년 2월 11일 : 제65회 졸업식(5학급 125명, 총인원 25,733명)
- 2024년 3월 1일 : 제23대 명휘정 교장 취임
- 2024년 3월 4일 : 2024학년도 입학식 (5학급 133명)
- 2025년 1월 8일 : 제71회 졸업식 (5학급 118명)

## 참고 자료
- 영남중학교 - 한국교육학술정보원 학교알리미